# Holte IF
L'Holte Idræts Forening Håndbold è una squadra di pallamano maschile danese con sede a Holte.

## Palmarès

### Titoli nazionali
- Coppa di Danimarca: 1
  - 1986-87.